# 西蒙·高茨
西蒙·高茨（法語：Simon Gauzy，1994年10月25日—），出生於，法國男子乒乓球運動員。2024年世界乒乓球锦标赛男子团体银牌、2024年巴黎奥运会男子团体铜牌得主。

## 主要比賽最佳成績

### 單打
- 奧林匹克運動會：十六強（2020年）
- 世界錦標賽：八強（2019年）
- 世界盃：第四名（2017年）

### 雙打
- 世界錦標賽：十六強（2015年）

### 混雙
- 世界錦標賽：八強（2023年）

### 團體
- 奧林匹克運動會：铜牌（2024年）
- 世界錦標賽：银牌（2024年）